# 2465 Wilson
2465 Wilson (1949 PK) là một tiểu hành tinh vành đai chính được phát hiện ngày 2 tháng 8 năm 1949 bởi K. Reinmuth ở Heidelberg.